# Fernand Bergmann
Pour les articles homonymes, voir Bergmann.
Fernand Bergmann, né le 12 septembre 1904, est un joueur suisse de basket-ball.